# Абденбаев, Яшим
Яшим (Ашим) Абденбаев (1917 — ?) — советский животновод, старший чабан колхоза «Джардамши» Таласского района Джамбулской области, Казахская ССР. Герой Социалистического Труда (1949).

## Биография
Родился в 1917 году на территории Аулиеатинского уезда Сыр-Дарьинской области Туркестанского края, ныне Таласского района Жамбылской области Казахстана.
С 1936 года работал чабаном в местном колхозе. В январе 1939 года был призван в Красную Армию, где служил до начала Великой Отечественной войны. В годы войны Яшим Абденбаев сражался на фронтах Великой Отечественной войны, был дважды ранен. За проявленное мужество награждён медалью «За отвагу». После демобилизации в сентябре 1945 года вернулся на родину.
После войны Яшим Абденбаев продолжил работать в колхозе «Джардамши» Таласского района, занимая должность старшего чабана. Его трудовые достижения в животноводстве стали примером для коллег и послужили важным вкладом в развитие отрасли.
В 1948 году под его руководством отара из 400 курдючных овцематок дала по **120 ягнят на каждую сотню маток** при среднем живом весе ягнят к отбивке **41 килограмм**.
Указом Президиума Верховного Совета СССР от 12 июля 1949 года за получение высокой продуктивности животноводства в 1948 году Абденбаеву Яшиму присвоено звание Героя Социалистического Труда с вручением ордена Ленина и золотой медали «Серп и Молот».
В последующие годы Яшим Абденбаев продолжал демонстрировать высокие результаты. После реорганизации колхоза «Джардамши» в совхоз «Бостандыкский» он значительно увеличивал показатели продуктивности своей отары:
- В 1965 году его отара дала 138 ягнят на 100 овцематок.
- В 1966 году — 140 ягнят на 100 овцематок.
- В 1967 году — 145 ягнят на 100 овцематок.

Проживал в совхозе «Бостандыкский» Таласского района, продолжая трудиться и передавая свой опыт молодым животноводам. Точная дата смерти не установлена. Яшим Абденбаев оставил после себя яркий пример трудолюбия и преданности делу, став частью истории сельского хозяйства Казахстана.